# San Marino na Pesmi Evrovizije
San Marino je prvič je nastopil na Pesmi Evrovizije leta 2008, doslej pa je sodeloval dvanajskrat. Po slabem rezultatu in finančnih problemih je San Marino po prvem nastopu za naslednji dve leti odnehal, leta 2011 pa se je  vrnil na evrovizijski oder. Po še enem slabem rezultatu so naslednja tri leta poslali Valentino Monetto. Leta 2012 je mikrodržava spet zamudila finale s pesmijo Social Network Song (Oh uh, oh uh, oh uh). Naslednje leto (2013) je predstavnica sodelovala z italijansko pesmijo Crisalide (Vola). Čeprav je bil med favoriti za zmago, se San Marinu spet ni uspelo prebiti v finale. Leta 2014 pa so se s pesmijo Maybe (Mogoče) končno prebili v finale, a so tam zasedli s 14 točkami šele 24. mesto od skupno 26 držav. Premagala je le zadnjeuvrščeno Francijo z dvema točkama in našo predstavnico, Tinkaro Kovač, z 9 točkami. 
Leta 2015 in 2016 se San Marinu ponovno ni uspelo uvrstiti v finale. Leta 2017 je spet tekmovala Valentina Monetta v duetu s pesmijo The Spirit of The Night (Duh noči). San Marino se je v polfinalu uvrstil na zadnje mesto z le 1 točko, kar je njihov najslabši rezultat do zdaj. Leta 2018 so sicer prejeli 12 točk od malteškega telefonskega glasovanja, vendar pa se zopet niso uvrstili v finale. Leta 2021 so v finalu dobili 12 točk od poljske strokovne žirije. 

## Prvi nastop leta 2008
Sanmarinska televizija San Marino RTV (SMRTV) je novembra 2007 potrdila nastop na Pesmi Evrovizije 2008 v Beogradu. Prvi predstavnik te države je postal Miodio, ki je v italijanščini zapel pesem Complice. Pesem se ni uvrstila v finale; v polfinalu je prejela le 5 točk in pristala na zadnjem mestu. 

## Odstop leta 2009
Televizija SMRTV se je sprva nameravala udeležiti tudi izbora za Pesem Evrovizije 2009 v Moskvi, a je kasneje objavila odstop od tekmovanja. Po govoricah naj bi bil razlog slaba uvrstitev iz preteklega leta. SMRTV je to zanikala. Odstop kljub prvotni prijavi naj bi bil posledica finančnih težav na sanmarinski televiziji.

## Povratek leta 2011
Televizija SMRTV je 22.12.2010 potrdila, da bo prisotna na  Pesmi Evrovizije leta 2011. To bo drugi nastop države.

## Valentina Monetta
Valentina Monetta, je San Marino predstavljala štirikrat, trikrat zapored leta 2012, 2013 in 2014 ter še 2017. Z njo je San Marino začel dosegati boljše rezultate, dosegel pa je tudi najslabši rezultat. Valentina je bila sanmarinska predstavnica, ki je bila v finalu, ter predstavnica z največ nastopi. Leta 2015 je za San Marino podala glasove. 

## Predstavniki
| Leto | Izvajalec                           | Pesem                     | Finale          | Točke           | Polfinale       | Točke           |
| ---- | ----------------------------------- | ------------------------- | --------------- | --------------- | --------------- | --------------- |
| 2008 | Miodio                              | »Complice«                | Brez finala     | Brez finala     | 19.             | 5               |
| 2011 | Senit                               | »Stand By«                | Brez finala     | Brez finala     | 16.             | 12              |
| 2012 | Valentina Monetta                   | »The social network song« | Brez finala     | Brez finala     | 14.             | 31              |
| 2013 | Valentina Monetta                   | »Crisalide (Vola)«        | Brez finala     | Brez finala     | 11.             | 45              |
| 2014 | Valentina Monetta                   | »Maybe (Forse)«           | 24              | 14              | 10.             | 40              |
| 2015 | Michele Perniola in Anita Simoncini | »Chain of lights«         | Brez finala     | Brez finala     | 16.             | 11              |
| 2016 | Serhat                              | »I Didn't know«           | Brez finala     | Brez finala     | 12.             | 68              |
| 2017 | Valentina Monetta                   | »The Spirit of The Night« | Brez finala     | Brez finala     | 16.             | 1               |
| 2018 | Jessika Brenning                    | »Who We Are«              | Brez finala     | Brez finala     | 16.             | 28              |
| 2019 | Serhat                              | »Say Na Na Na«            | 19              | 77              | 8.              | 150             |
| 2020 | Senhit                              | »Freaky!«                 | Festival odpade | Festival odpade | Festival odpade | Festival odpade |
| 2021 | Senhit in Flo Rida                  | »Adrenalina«              | 22              | 50              | 9.              | 118             |
| 2022 | Achille Lauro                       | »Stripper«                | Brez finala     | Brez finala     | 14.             | 50              |
| 2023 | Piqued Jacks                        | »Like An Animal«          | Brez finala     | Brez finala     | 16.             | 0               |
| 2024 | Megara                              | »11:11«                   | Brez finala     | Brez finala     | 14.             | 16              |
| 2025 | Gabry Ponte                         | »Tutta I'Italia«          | 26.             | 27              | 10.             | 46              |